# Skały osadowe

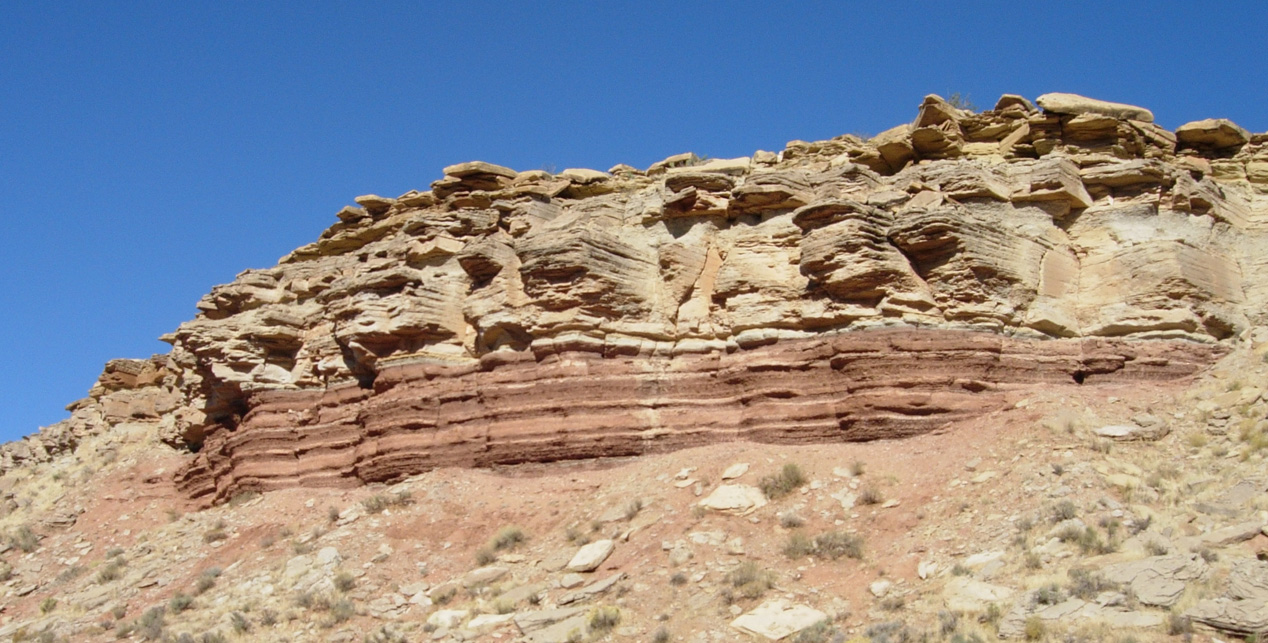
Przykład sekwencji skał osadowych - odsłonięcie osadów morskich w zachodniej części Utah.

Skały osadowe (sedymentacyjne) – jeden z trzech głównych typów skał (obok skał magmowych i metamorficznych) budujących skorupę ziemską, powstają przez nagromadzenie się materiału przenoszonego przez czynniki zewnętrzne (np. wodę, lodowiec, wiatr), na skutek jego osadzania się lub wytrącania z roztworu wodnego. Nauka zajmująca się powstawaniem skał osadowych to sedymentologia.

## Podział
Ze względu na sposób powstania wyróżnia się:
- skały okruchowe (klastyczne) – powstałe w wyniku nagromadzenia materiału pochodzącego z rozkruszenia starszych skał, jego przetransportowania i osadzenia przez wodę, wiatr lub lód:
  - skały bardzo drobnookruchowe (pelity): ił, iłowiec, łupek ilasty;
  - skały drobnookruchowe (aleuryty): muł, mułowiec, łupki osadowe;
  - skały średniookruchowe (psamity): piasek, piaskowiec, arkoza, szarogłaz;
  - skały grubookruchowe (psefity): gruz, żwir, brekcja, zlepieniec;
- skały piroklastyczne – powstałe z materiałów wyrzuconych w powietrze w czasie erupcji wulkanicznej, np. tuf wulkaniczny, tufit;

- skały rezydualne (alitowe, regolit) – zwietrzelina powstała „in situ” (na miejscu) w wyniku wietrzenia skał (przede wszystkim węglanowych):
  - terra rossa, lateryt, boksyt.

- skały chemogeniczne (pochodzenia chemicznego) – powstałe w wyniku rozpuszczenia składników skał starszych i ponownego wytrącenia osadu wskutek parowania lub reakcji chemicznych z udziałem (albo bez) organizmów żywych:
  - węglanowe – wapienie, dolomit, margiel – skała mieszana;
  - skały krzemionkowe – gejzeryt, kwarcyt, krzemień, rogowiec, martwica krzemionkowa, opoka;
  - skały żelaziste – żelaziak, ruda darniowa;
  - skały gipsowe i skały solne – gips, anhydryt, sól kamienna, sole potasowe;
  - skały fosforanowe – fosforyt, guano;
  - skały manganowe, siarkowe (siarka rodzima), skały strontowe, skały barytowe, skały fluorytowe;

- skały organogeniczne

## Przykłady skał osadowych

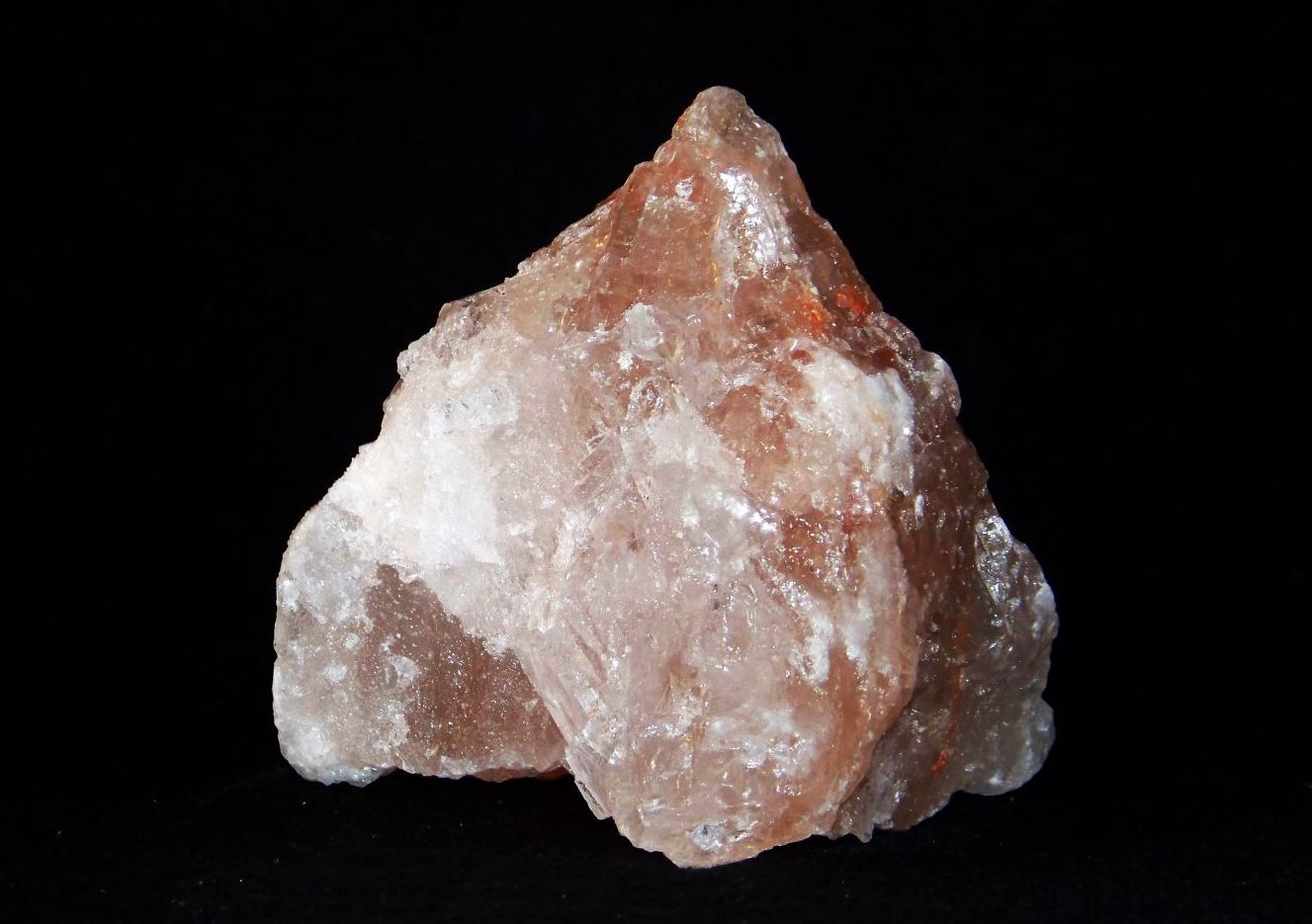
Sól kamienna z Kłodawy – przykład ewaporatu
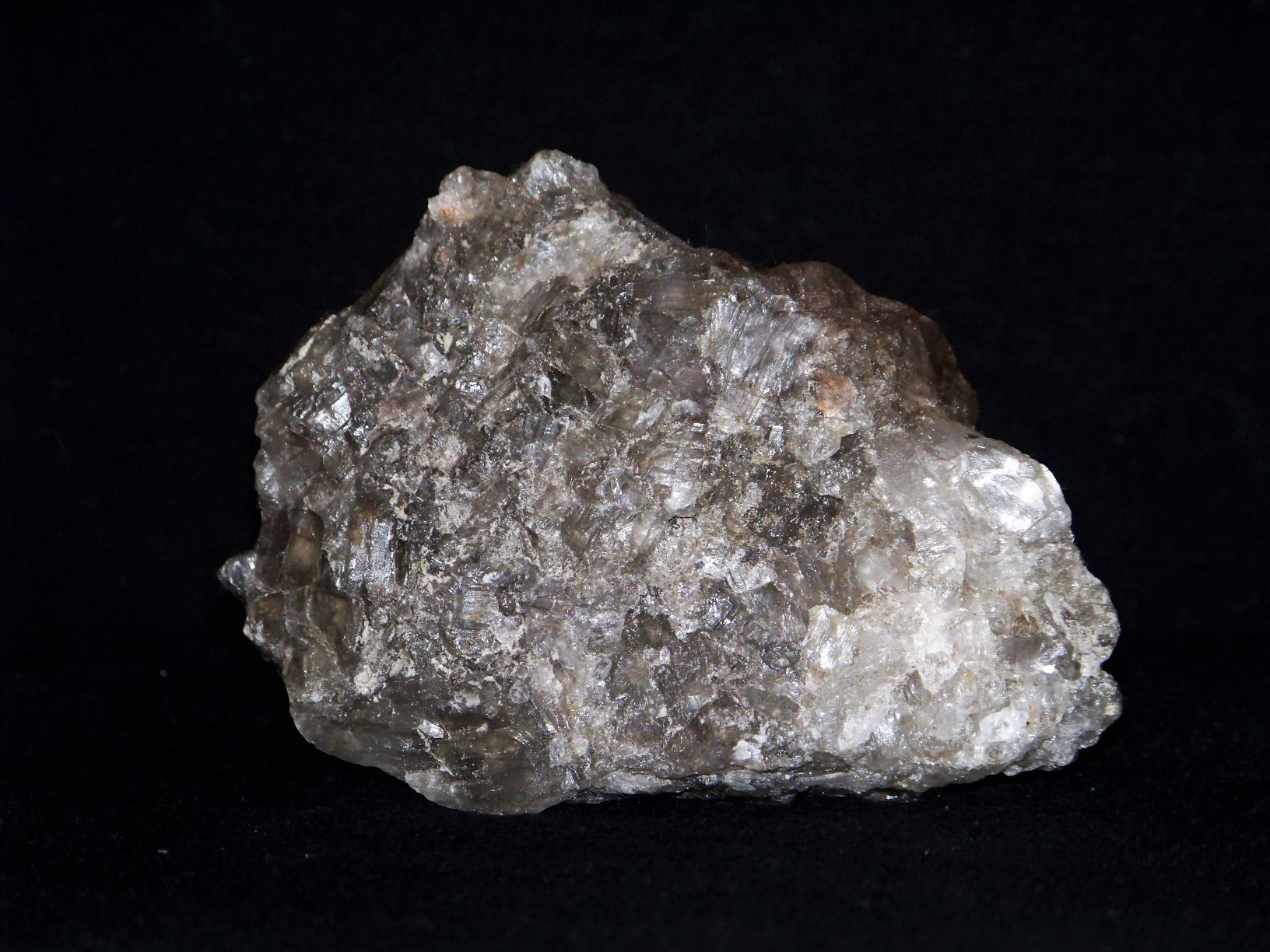
Sól kamienna z Wieliczki – przykład ewaporatu
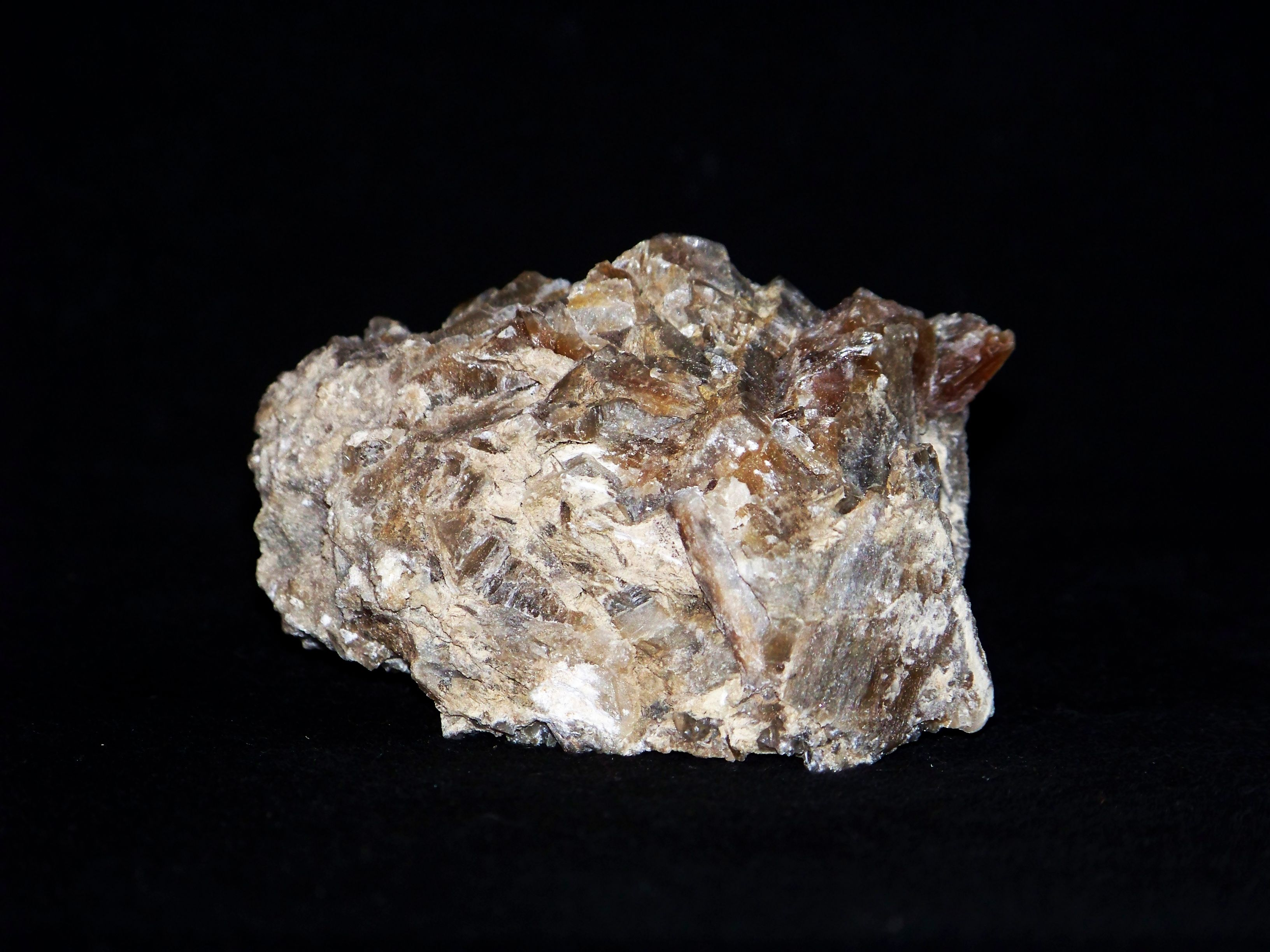
Gips – przykład ewaporatu
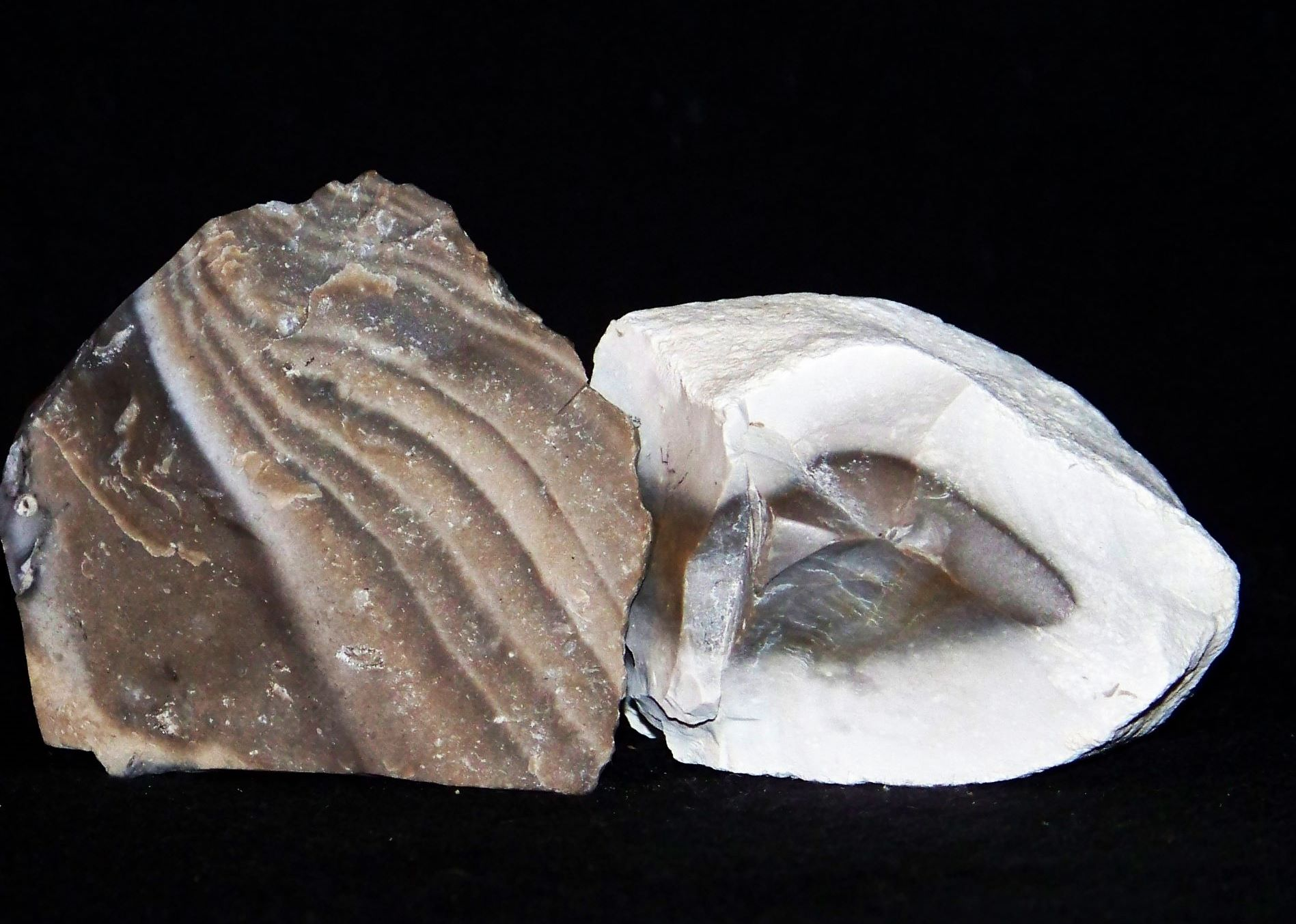
Krzemienie (pasiasty i konkrecyjny) – przykład skały krzemionkowej
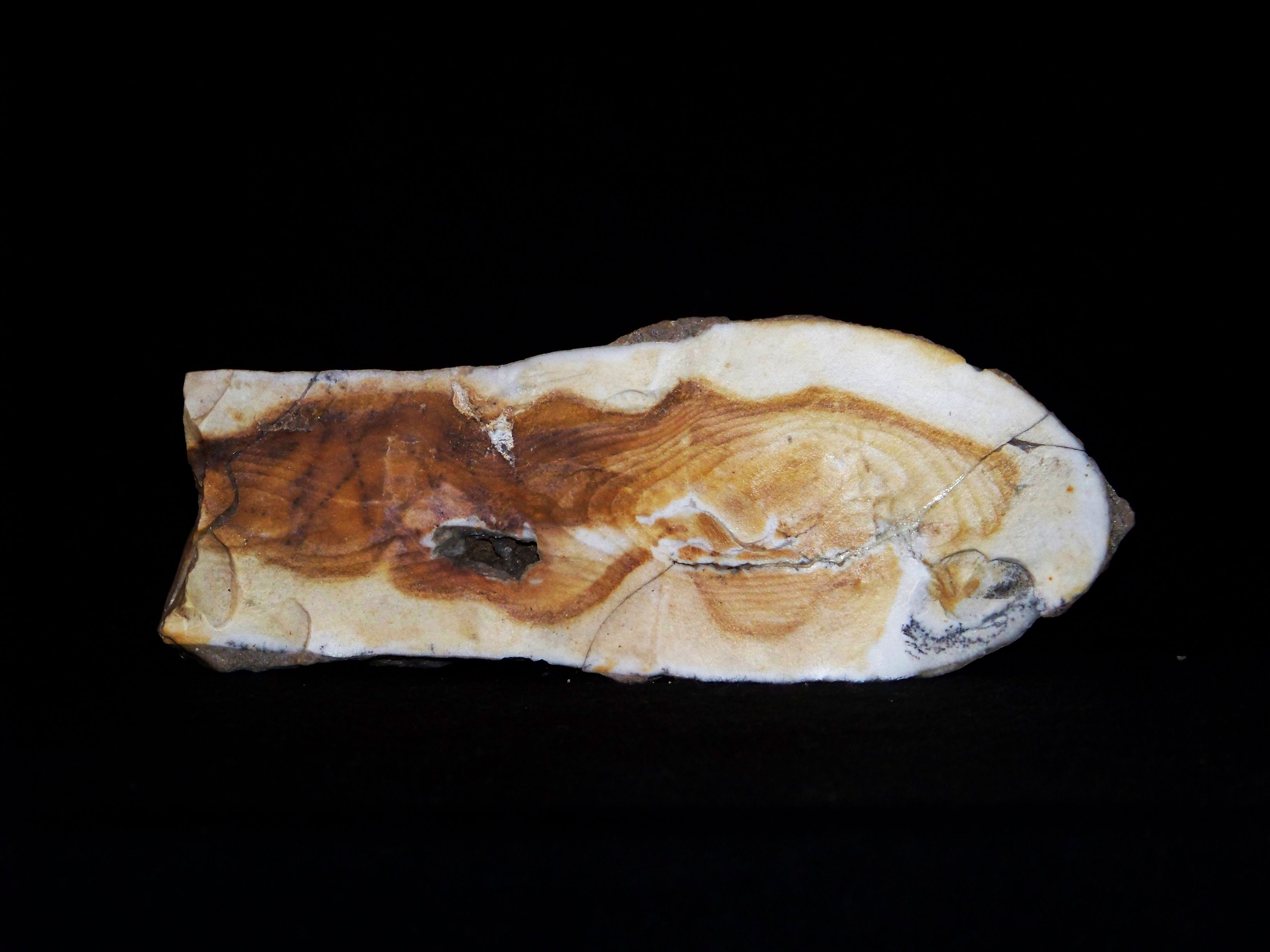
Krzemień – przykład skały krzemionkowej
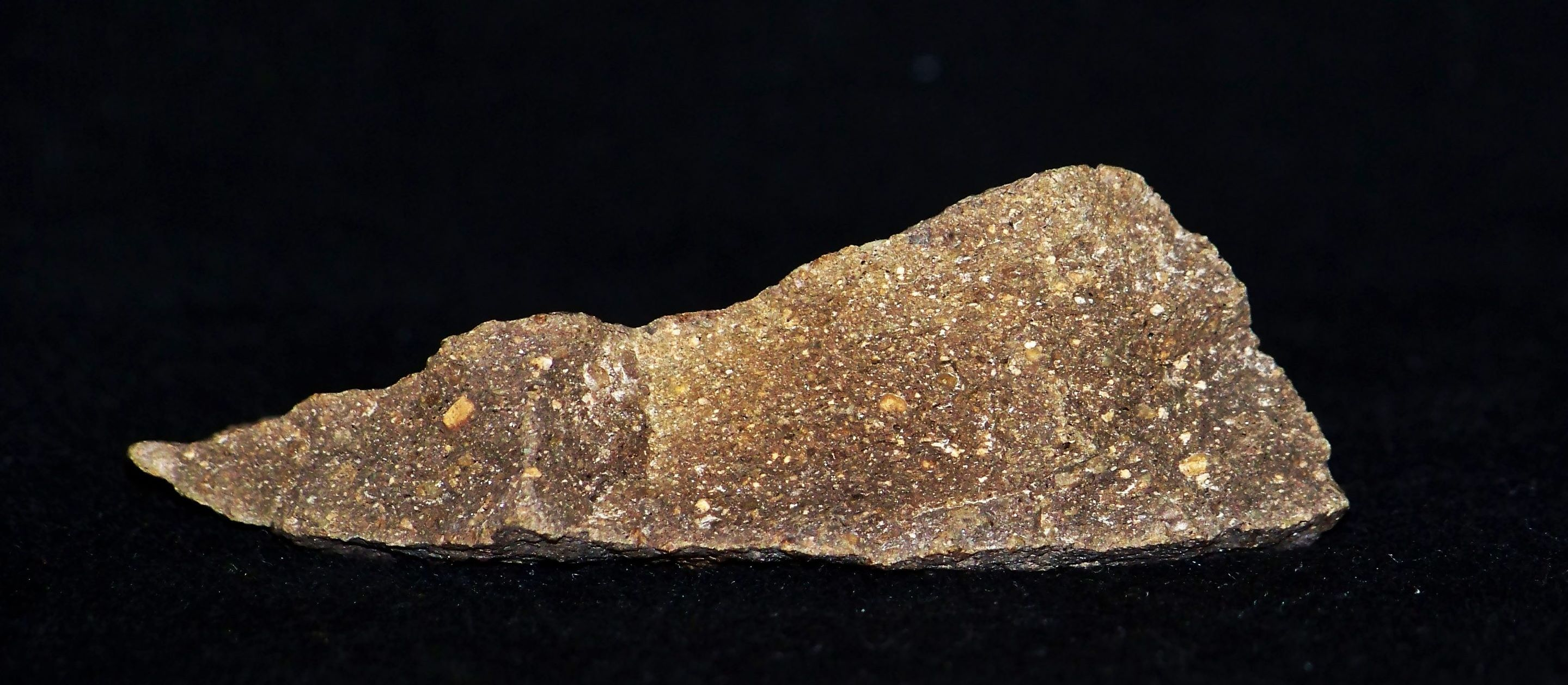
Szarogłaz – przykład skały okruchowej
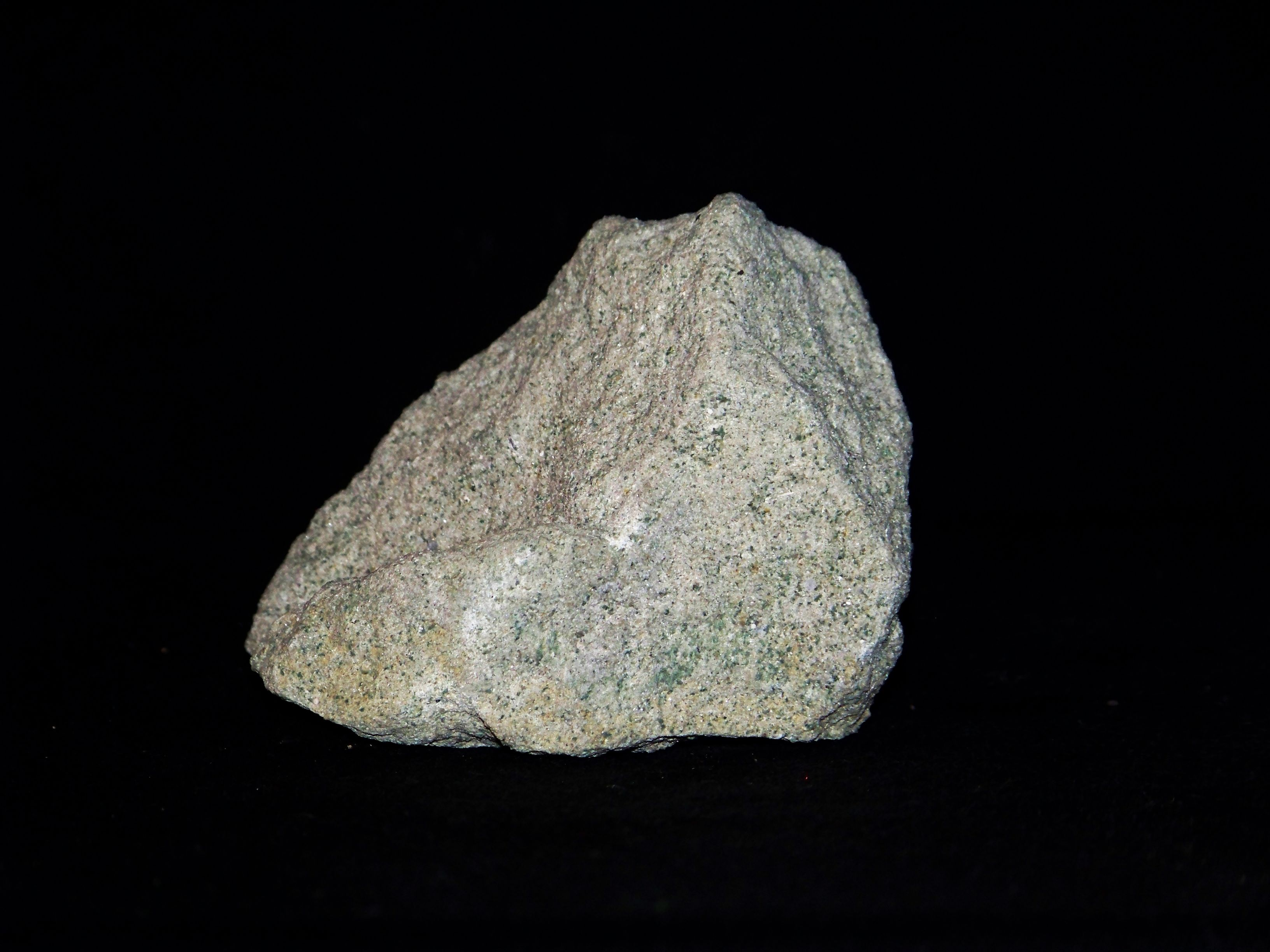
Piaskowiec glaukonitowy – przykład skały okruchowej
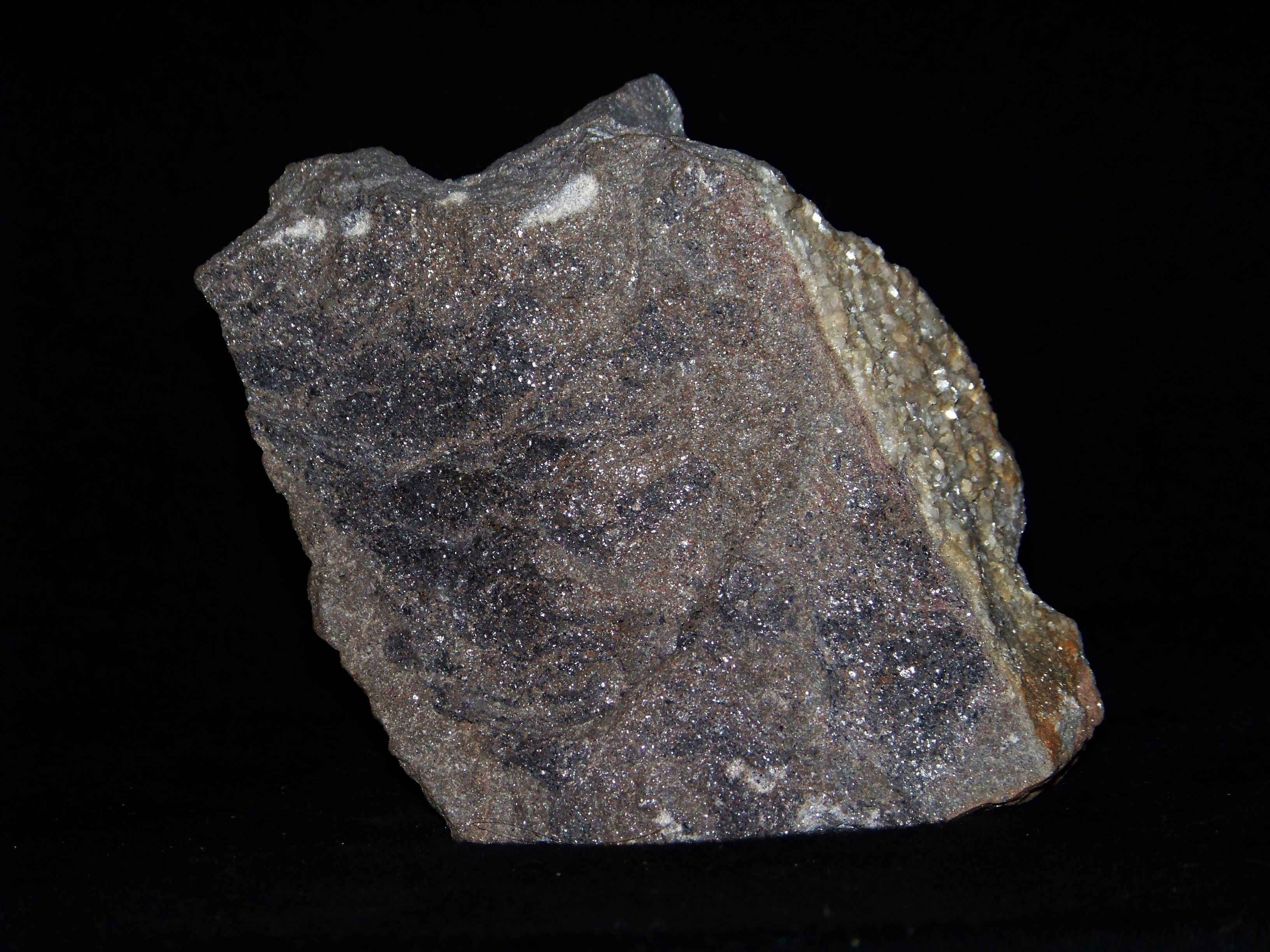
Mułowiec - przykład skały okruchowej, drobnoziarnistej
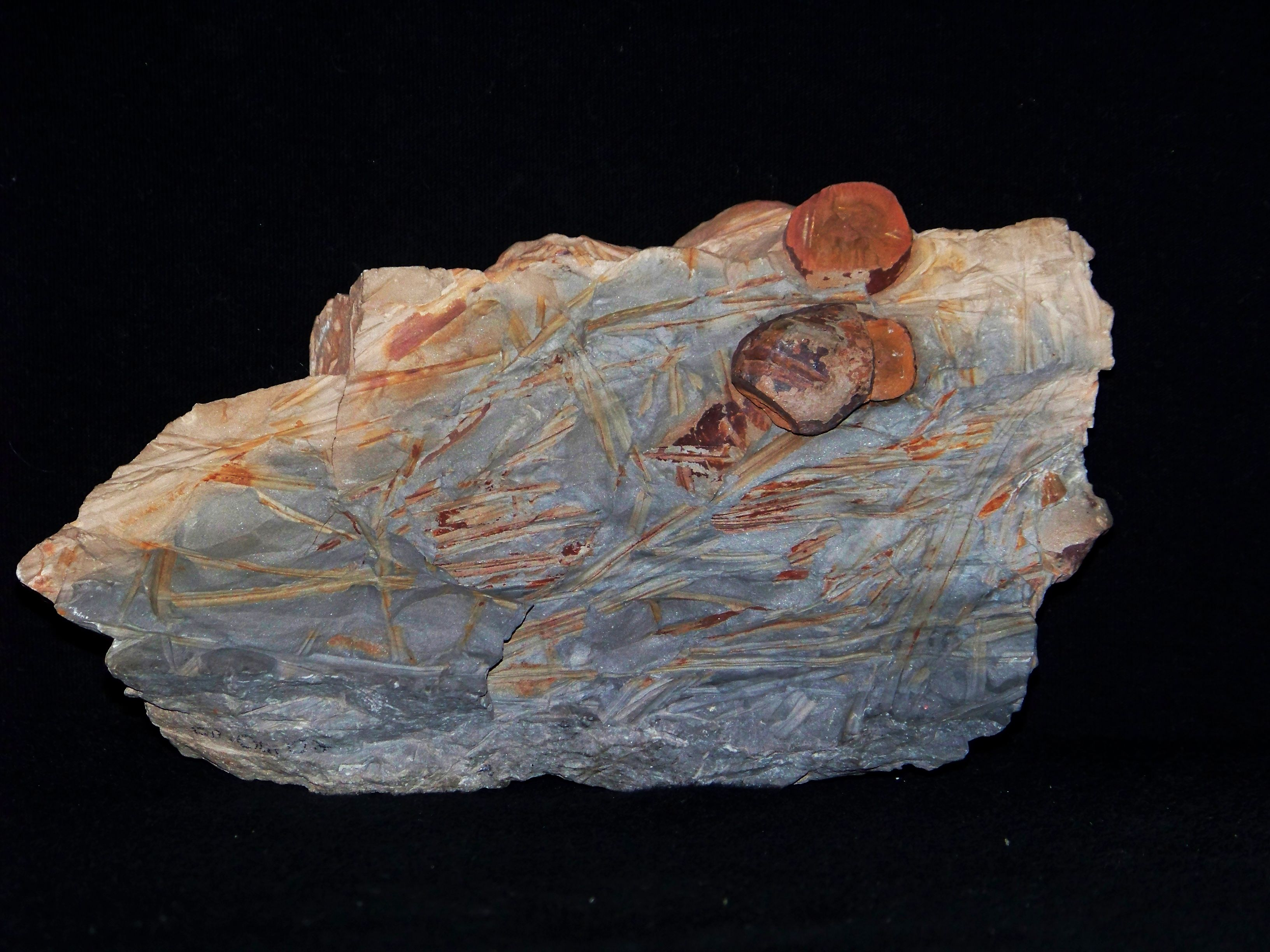
Skała o frakcji pylasto-ilastej
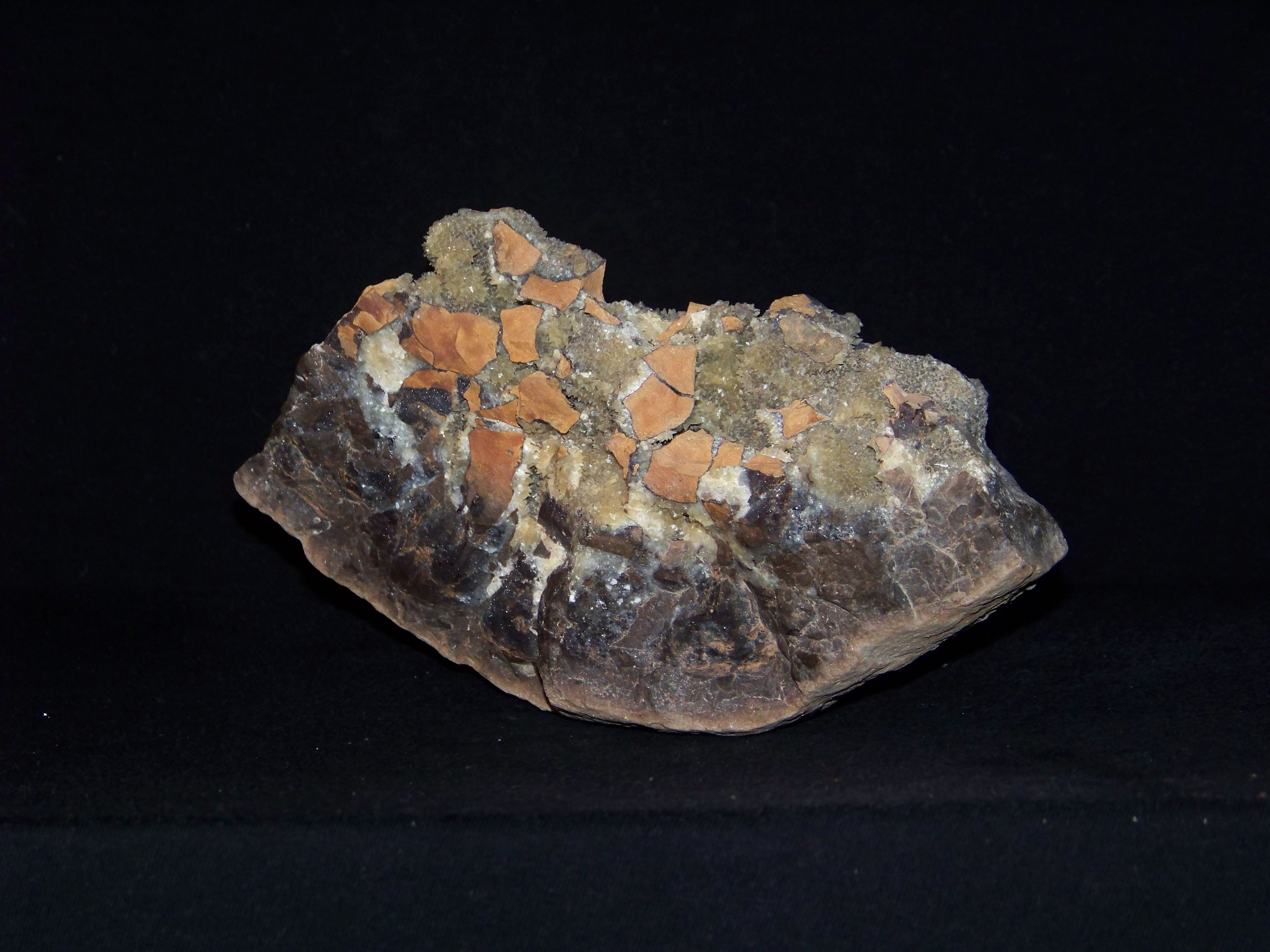
Sferosyderyt – przykład skały węglanowej,konkrecyjnej
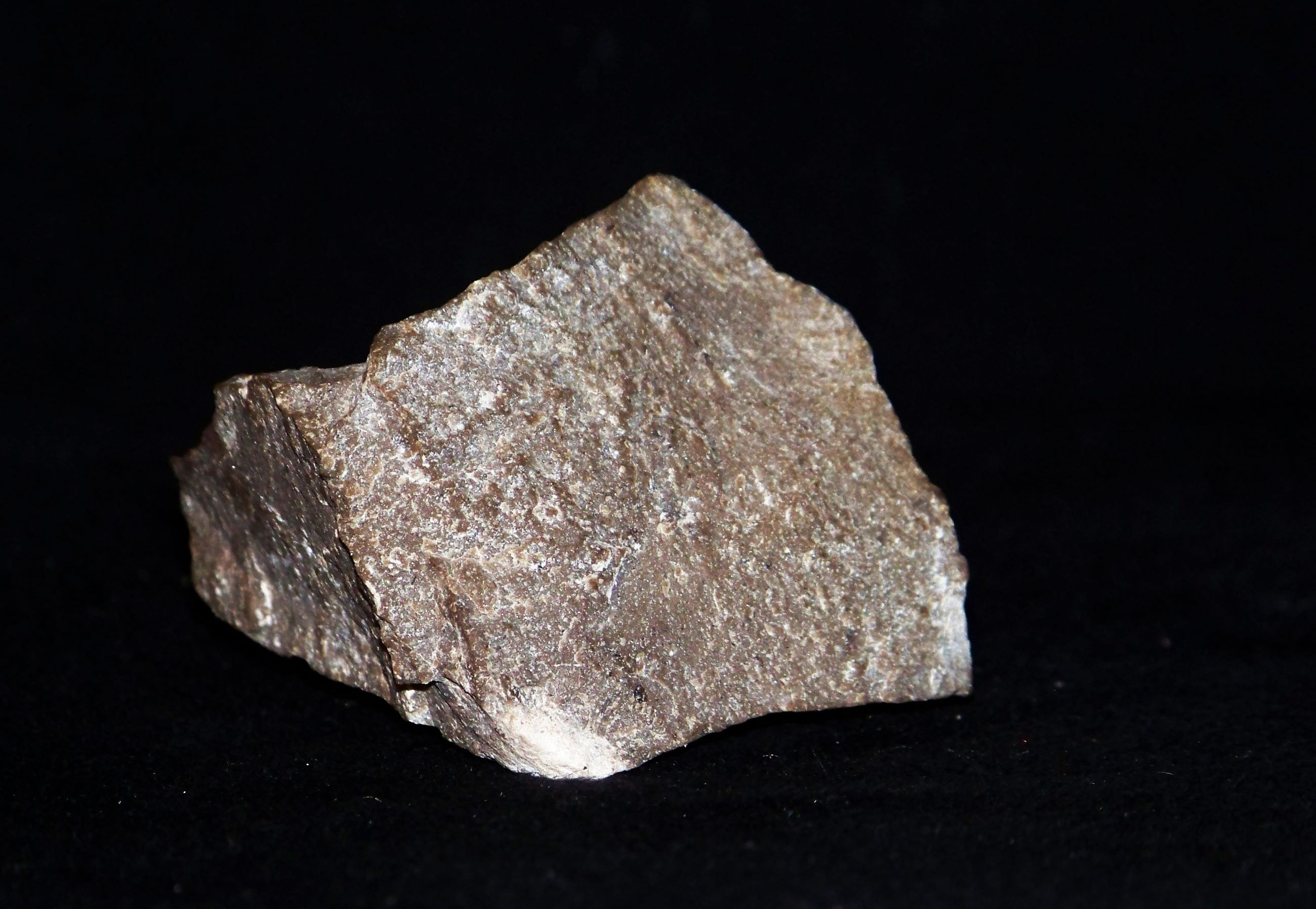
Wapień, dewon (fran) – przykład skały węglanowej organo-chemogenicznej
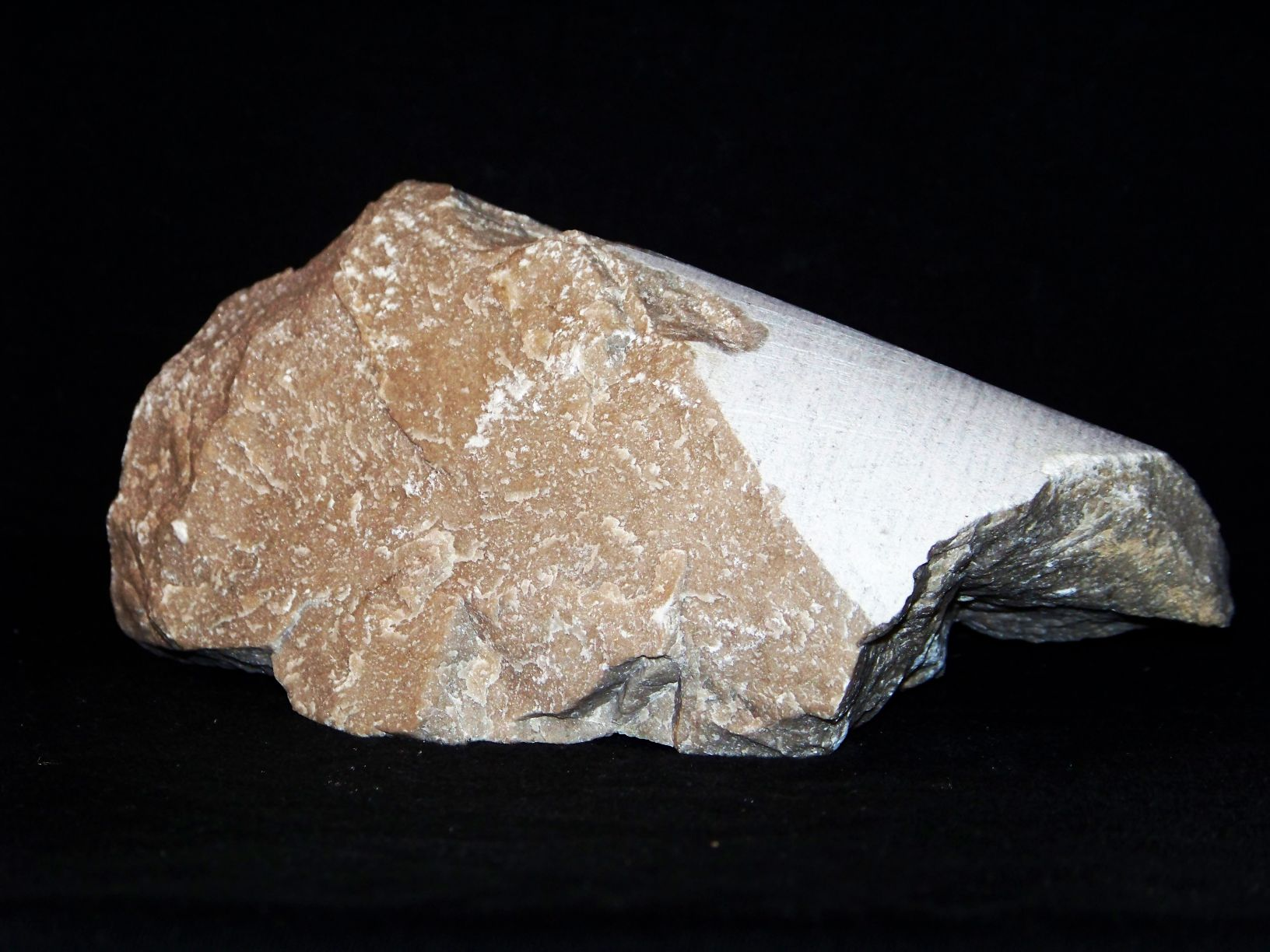
Wapień (fragment rdzenia wiertniczego), karbon (wizen)
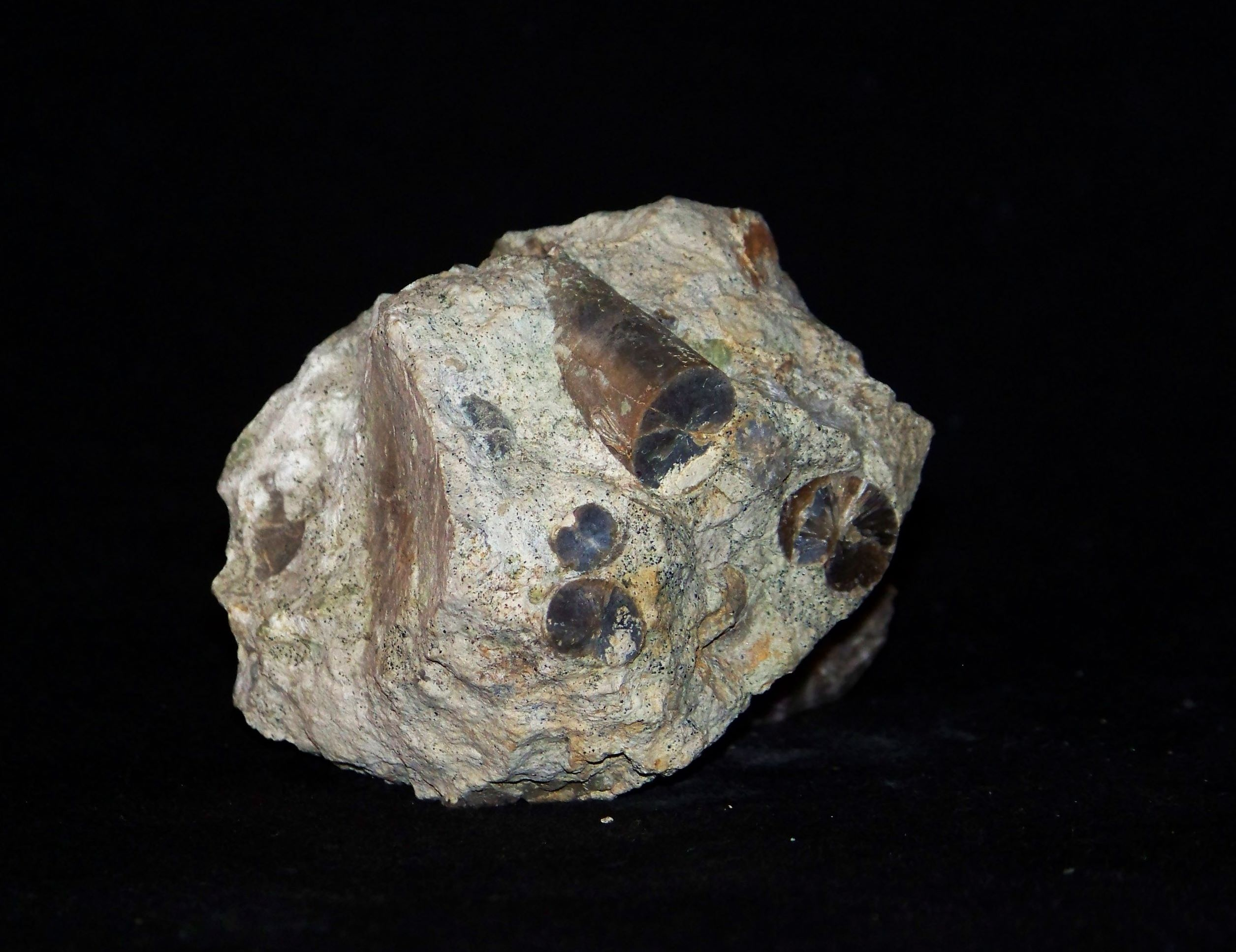
Wapień, jura (kelowej)
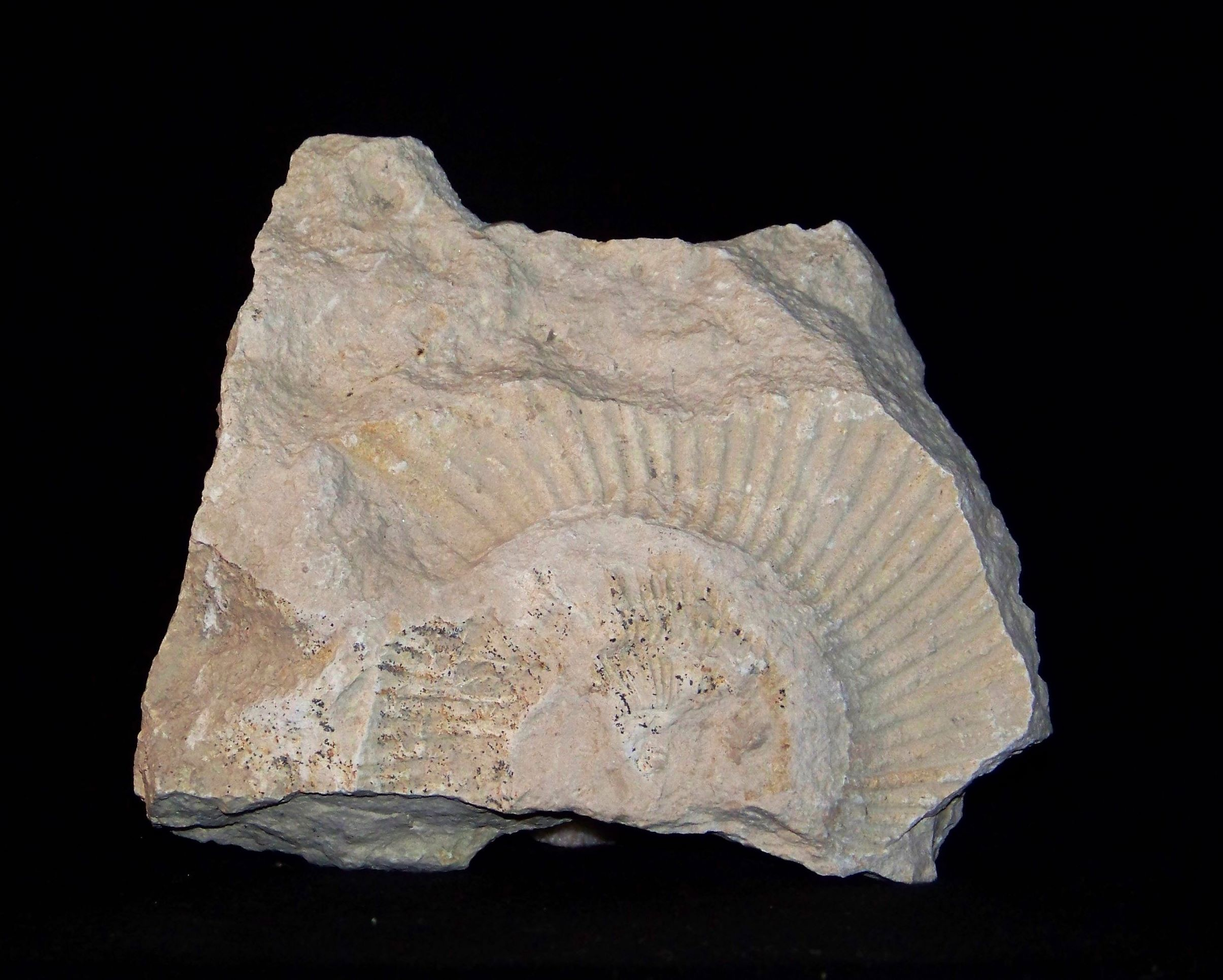
Wapień, jura (oksford)
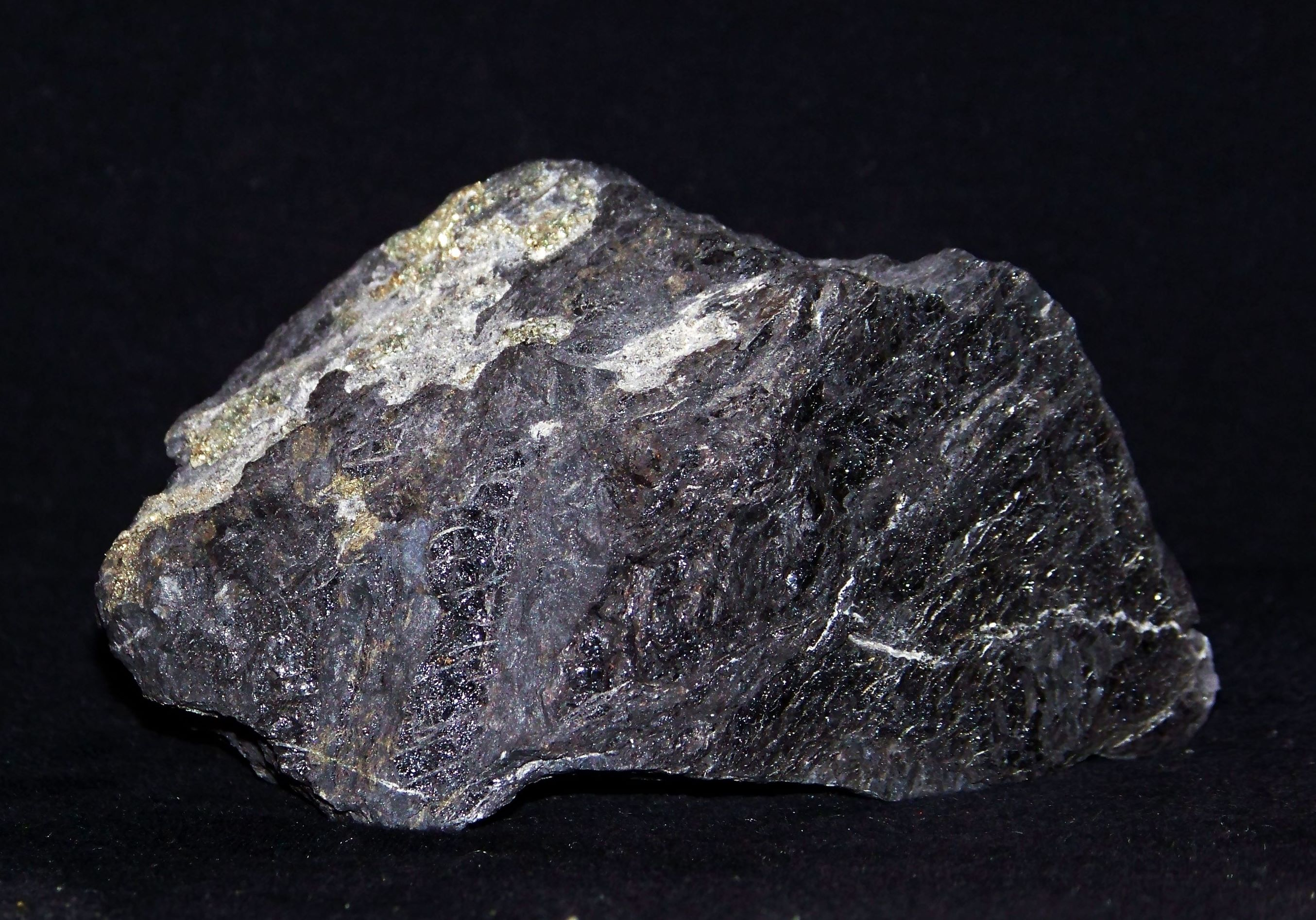
Węgiel kamienny – przykład skały organogenicznej, paliwo kopalne
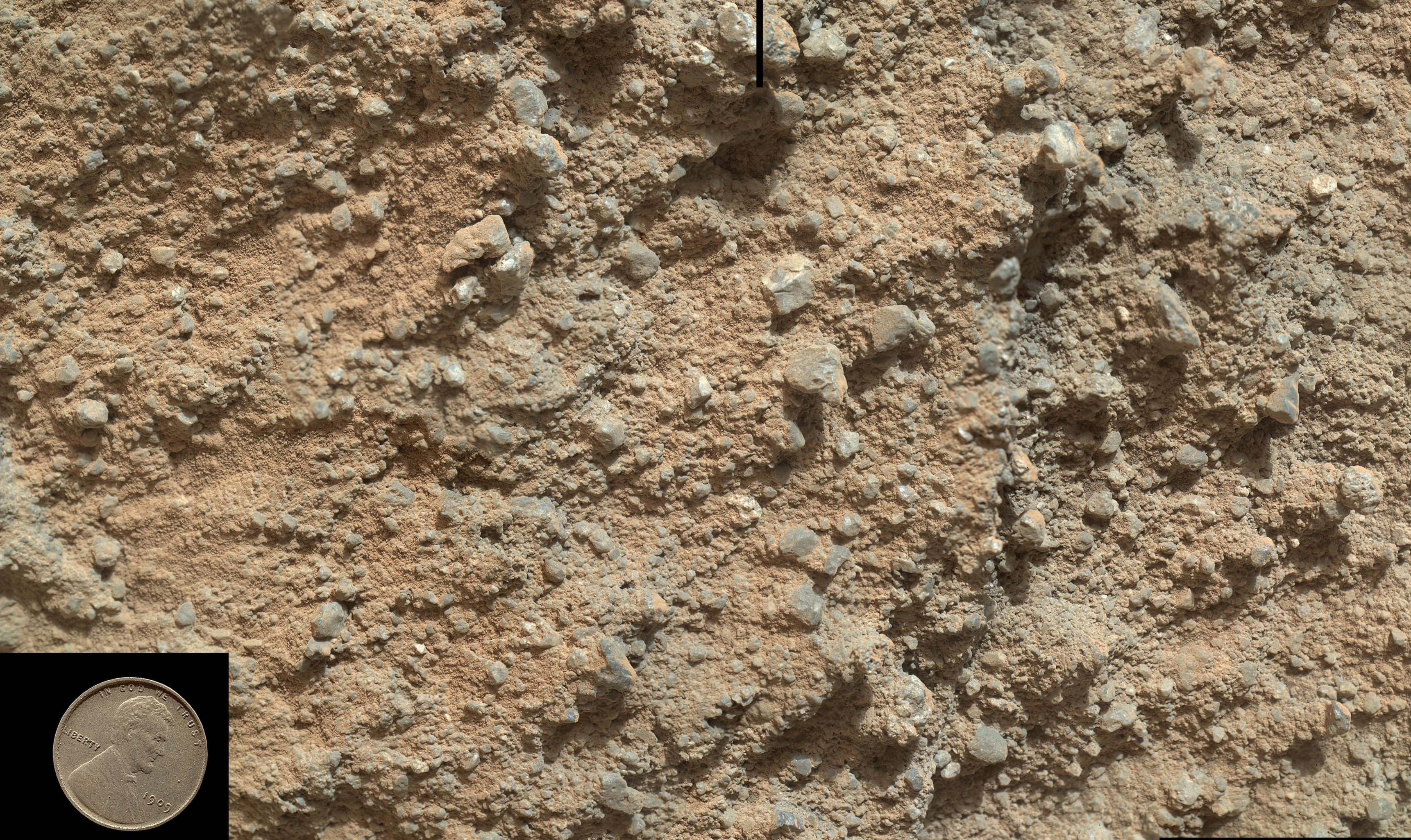
piasek